# Tsubasa Ōya
Tsubasa Ōya (japanisch 大屋 翼 Ōya Tsubasa; * 13. August 1986 in der Präfektur Shimane) ist ein japanischer Fußballspieler.

## Karriere
Ōya erlernte das Fußballspielen in der Jugendmannschaft von Sanfrecce Hiroshima und der Universitätsmannschaft der Kansai-Universität. Seinen ersten Vertrag unterschrieb er 2009 bei Vissel Kobe. Der Verein spielte in der höchsten Liga des Landes, der J1 League. Für den Verein absolvierte er 16 Erstligaspiele. Im August 2012 wurde er an den Zweitligisten Fagiano Okayama ausgeliehen. Für den Verein absolvierte er zwei Ligaspiele. 2013 kehrte er zum Zweitligisten Vissel Kobe zurück. 2013 wurde er mit dem Verein Vizemeister der J2 League und stieg in die J1 League auf. Für den Verein absolvierte er 32 Ligaspiele. 2015 wechselte er zum Zweitligisten Omiya Ardija. 2015 wurde er mit dem Verein Meister der J2 League und stieg in die J1 League auf. Für den Verein absolvierte er 44 Ligaspiele. 2018 wechselte er zum Zweitligisten Tokushima Vortis. Für den Verein absolvierte er vier Ligaspiele. 2019 wechselte er zum Drittligisten Gainare Tottori. Für den Verein absolvierte er 20 Ligaspiele. Ende 2019 beendete er seine Karriere als Fußballspieler.